# Croce Rossa Americana

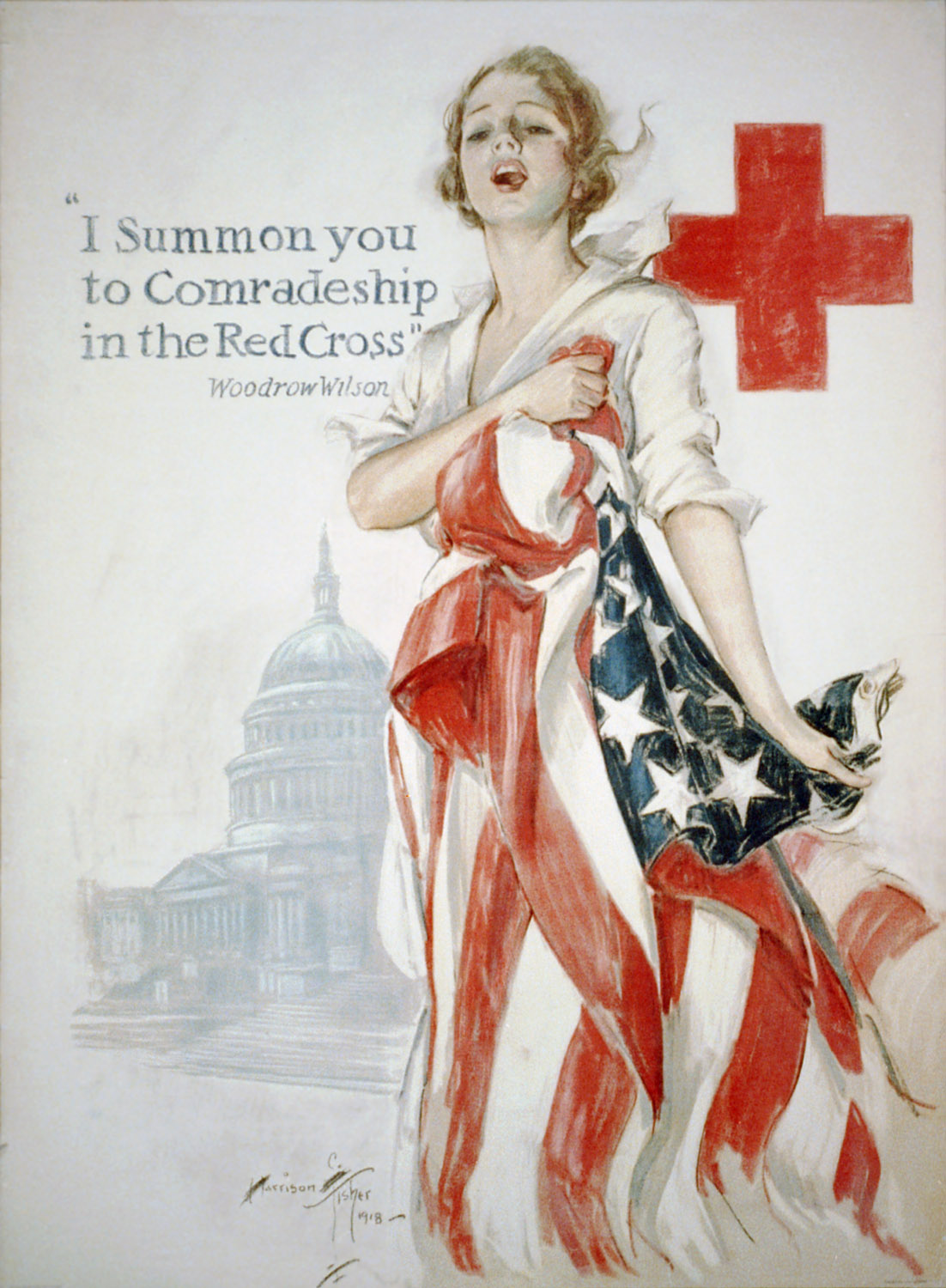
Red Cross (1918) di Harrison Fisher (con una citazione di Woodrow Wilson)

La Croce Rossa Americana, o American Red Cross, conosciuta anche come American National Red Cross, è un'organizzazione umanitaria volontaria statunitense che fornisce assistenza di emergenza, aiuti nei disastri naturali e attività educativa negli USA.
La Croce Rossa Americana è l'affiliata statunitense della Croce Rossa e Mezzaluna Rossa Internazionale.
Attualmente, oltre agli aiuti di emergenza, svolge la propria attività in altre 5 aree: aiuti ai bisognosi; assistenza ai militari e alle loro famiglie; raccolta, lavorazione e distribuzione di sangue; programmi educativi nell'ambito della salute e della sicurezza e attività internazionali di aiuto e sviluppo.

## Storia e organizzazione

### Fondazione
La Croce Rossa Americana fu fondata a Washington, D.C, il 21 maggio 1881 da Clara Barton, che fu il primo presidente dell'organizzazione. Barton organizzò il primo incontro il 12 maggio dello stesso anno, nella casa del senatore Omar D. Conger. A questo primo incontro erano presenti quindici persone, inclusi Barton, Conger e William Lawrence (che diventò il primo vicepresidente dell'organizzazione).